# 式守伊之助 (19代)
19代 式守 伊之助（じゅうきゅうだい しきもり いのすけ、1886年12月15日 - 1966年12月14日）は大相撲の立行司である。

## 経歴・人物
茨城県那珂郡勝田村（現・ひたちなか市）出身。本名：高橋金太郎。
幼少期は茨城県水戸市に住む。小さい頃から相撲好きで居住地の近くに住む相撲好きの和菓子屋永寿堂（現、茨城県水戸市本町の天保元年創立。油屋老舗）の2代目、稲葉角之助に可愛がられ、角之助の援助を受け都内の相撲部屋を訪問した際に「体が小さいから相撲取りは無理。でも行司でどうか。」と提案を受け、力士は断念したが、そのまま当時の峰崎部屋に入門し、角之助の援助を受け続けた上で行司の修行に入った。
1900年5月場所で初土俵。
峰崎部屋→友綱部屋→立浪部屋と所属が変わった。17代木村庄之助の弟子で、初土俵時の行司名は木村金吾。その後、3代木村玉治郎→8代木村庄三郎を襲名した。
病気療養中に生やしたという白く長いあごひげがトレードマーク（そり落とすと体調を崩すことが多かったので、後に相撲協会から公認された）で、ひげの伊之助としても親しまれ，久保田万太郎は「初場所や かの伊之助の 白き髭」と詠んだ。また甲高い声で土俵を裁いたことからカナリヤ行司との異名も取った。
22代木村庄之助が在任中の1957年1月場所初日に交通事故に遭い、その影響で1958年3月場所まで長期間休場を余儀なくされたため、22代庄之助不在の期間、本場所の結びの一番を裁いた。
1959年11月場所で引退の際、土俵上で花束を受け取り、土俵を去った。この場所では所属する立浪部屋の新大関で自らスカウトした若羽黒が初優勝した場所で優勝を決めた一番の勝ち名乗りを伊之助が挙げ、震える手で若羽黒に懸賞を授けたという。72歳まで現役を務めたが、2022年現在も歴代立行司の最高齢記録として残っている。
引退する伊之助のために博多人形師の小島与一が一尺（30cm強）大の伊之助人形をつくり、伊之助に贈った。福岡にある眞髪神社に伊之助の白い髭を奉納したのもまた話題のひとつになった。行司としては異例の引退披露興行が蔵前国技館で行われたのは1960年1月30日だった。 
1966年12月14日に逝去。自らの満80歳の誕生日の前日であった。

## 行司として
引退直前の1958年九月場所初日、前頭7枚目北の洋 - 横綱栃錦戦で、北の洋が両差しで土俵際まで寄り詰めたところ栃錦が突き落として両者同時に倒れた。伊之助は栃錦に軍配を上げたが、物言いがつき、検査役の判定で北の洋の勝ちと決した。だが、伊之助は、土俵をたたいて「北の洋の右肘が早く落ちたんだ」と10分以上抗議を続けたため、出場停止処分を受けた（当初は九月場所中出場停止だったが、14日目から再出場した）。伊之助は行司部屋に引き上げてからも「栃関のほうが遅く落ちた。わたしゃ自分の意向にそわぬうちわはあげたくねえ」と涙を流して訴えたという。各新聞社が撮った写真によると、確かに北の洋の右肘のほうが早く落ちており、「伊之助涙の抗議」として世間の同情を集めた。
名行司である一方、迷行司（珍エピソードが多い行司）としても有名で、初土俵間もない頃に序ノ口の尼ノ里 - 越の川戦で「あまがえるとこしかけ」と間違えて叫んでしまい周囲を慌てさせたのを始めとして、玉次郎時代の1917年5月場所3日目では十両の男嶌と幕下の友ノ山の取組で、ひょんな弾みで男嶌の廻しの前袋が外れ不浄負けになった取組を冷や汗もので裁いた。庄三郎時代には歌舞伎座の7代目坂東三津五郎を尋ねたときにもらったツギ足（足袋のかかと部分にはめるゴム製のもの）で背を高く見せようと（身長152cmであった）足袋を上げ底にしたあげく、俵に引っかかって土俵下まで転落してしまった。
また土俵上で力士の名前を忘れてしまい「お前さんでございー」と勝ち名乗りを上げたり、三役格時代にも鏡里 - 玉ノ海戦で鏡里が勝ったのに「玉ノ海！」と言ってしまいとっさに「……に勝ったる鏡里」と言ってごまかしたりしたというエピソードがある。
その他、1958年一月場所3日目で横綱鏡里と前頭5枚目島錦の取組で右四つになったとき伊之助が島錦のさがりを抜こうとしたが軍配の下げ緒がさがりにからみつき、もぎ取られる格好で軍配が両力士の腹の間にはさまってしまい大あわて、館内は大爆笑だったとされる。
ある年の九州場所、通用門から出勤しようとしたところ若い警備員に観客と勘違いされ、注意されたのに対して「余は式守伊之助であるぞ」と返したという。相撲界で「余」という言葉を使う人は珍しく、ここからも彼のキャラクターが窺えた。
定年制の導入もあってか、行司の最高峰・木村庄之助を襲名できなかったが、未亡人の雑誌インタビューによると「ヒゲの伊之助で有名になった人だったから最後まで伊之助で終わったのがよかった」と拘りは見せなかったという。
弟子に27代庄之助、10代与太夫、31代庄之助がいる。

## 履歴
- 1900年夏場所 初土俵・木村金吾。
- 1913年春場所　場所中に十両格昇格。3代木村玉治郎を襲名。
- 1915年夏場所 場所中に幕内格に昇格。
- 1925年春場所 三役格に昇格、8代木村庄三郎を襲名。
- 1951年
  - 5月 副立行司に昇格。
  - 9月 立行司19代式守伊之助を襲名。
- 1959年11月場所 この場所限りで、停年制度導入のため引退。

## 著作
- 高橋金太郎『軍配六十年』徳島新聞（原著1961年1月1日）。
- 式守伊之助『ひげの伊之助人生ばなし』文芸春秋（原著1958年11月1日）。